# Portrait d'homme au faucon
Le Portrait d'homme au faucon (en italien, Ritratto d'uomo con falcone) est une peinture à l'huile sur toile (109 × 94 cm) du peintre vénitien Titien, datable d'environ 1525, et conservée au Joslyn Art Museum à Omaha, dans le Nebraska aux États-Unis. Il est signé Ticianvs f.

## Histoire
Cette œuvre représente le portrait de Giorgio Cornaro (importateur de faucons de Crète) ou de Frédéric de Gonzague. Il appartenait à la collection du prince de Carignan, puis du prince de Conti, et ensuite de Lord Carlysle à Castle Howard, E. F. Milliken à New York, E. Simon à Berlin, Lord Duveen à Millbank, A. W. Erikson à New York et enfin à la collection Wildenstein de New York, avant d'être vendu en 1942 au Joslyn Art Museum.

## Description et style
Ce tableau est un exemple remarquable des portraits de la première maturité du Titien, caractérisée par une grande attention portée à la psychologie du personnage, à la ressemblance et à la richesse chromatique.
Le gentilhomme est représenté à mi-corps sur un fond obscur portant un gant de fauconnerie au bras gauche sur lequel s'appuie un faucon que l'homme caresse de la main droite pendant qu'il le regarde fixement. La chasse au faucon était un des passe-temps favoris de la noblesse de l'époque et coûtait extrêmement cher. Pour cette raison, l'équipement nécessaire est soigneusement décrit, de l'épais gant de cuir à la capuche ornée pour l'oiseau et aux sangles en cuir, décorées de clochettes. En bas à gauche se trouve un chien.
L'homme porte un vêtement noir, l'épée à la ceinture et la barbe longue à la mode de son époque. Les tonalités chaudes et sombres dominent, comme le voulait le goût vénitien. Le tableau a été restauré en 2008 au Getty Center.